# 白花拟万代兰
白花拟万代兰（学名：Vandopsis undulata），为兰科拟万代兰属下的一个植物种。